# Dit Clapper
Aubrey Victor „Dit“ Clapper (* 9. Februar 1907 in Newmarket, Ontario; † 21. Januar 1978 ebenda) war ein kanadischer Eishockeyspieler (Verteidiger) und -trainer, der von 1927 bis 1946 für die Boston Bruins in der National Hockey League spielte.

## Karriere
Sein Rufname war Victor oder kurz Vic, aber das konnte der Kleine nicht aussprechen, wegen seines leichten Lispelns hörte sich sein Name von ihm selbst ausgesprochen immer wie Dit an und das blieb ihm sein Leben lang. Als ein Mitglied der Boston Bruins, war Clapper der erste Spieler, der 20 Saisons in der National Hockey League spielte. Er war sowohl als Verteidiger wie auch als Stürmer großartig und wurde in beiden Positionen ins All-Star-Team berufen. Als der junge Gordie Howe nach seinen Zielen als NHL Profi gefragt wurde, sagte er: „So lange spielen wie Dit Clapper“.

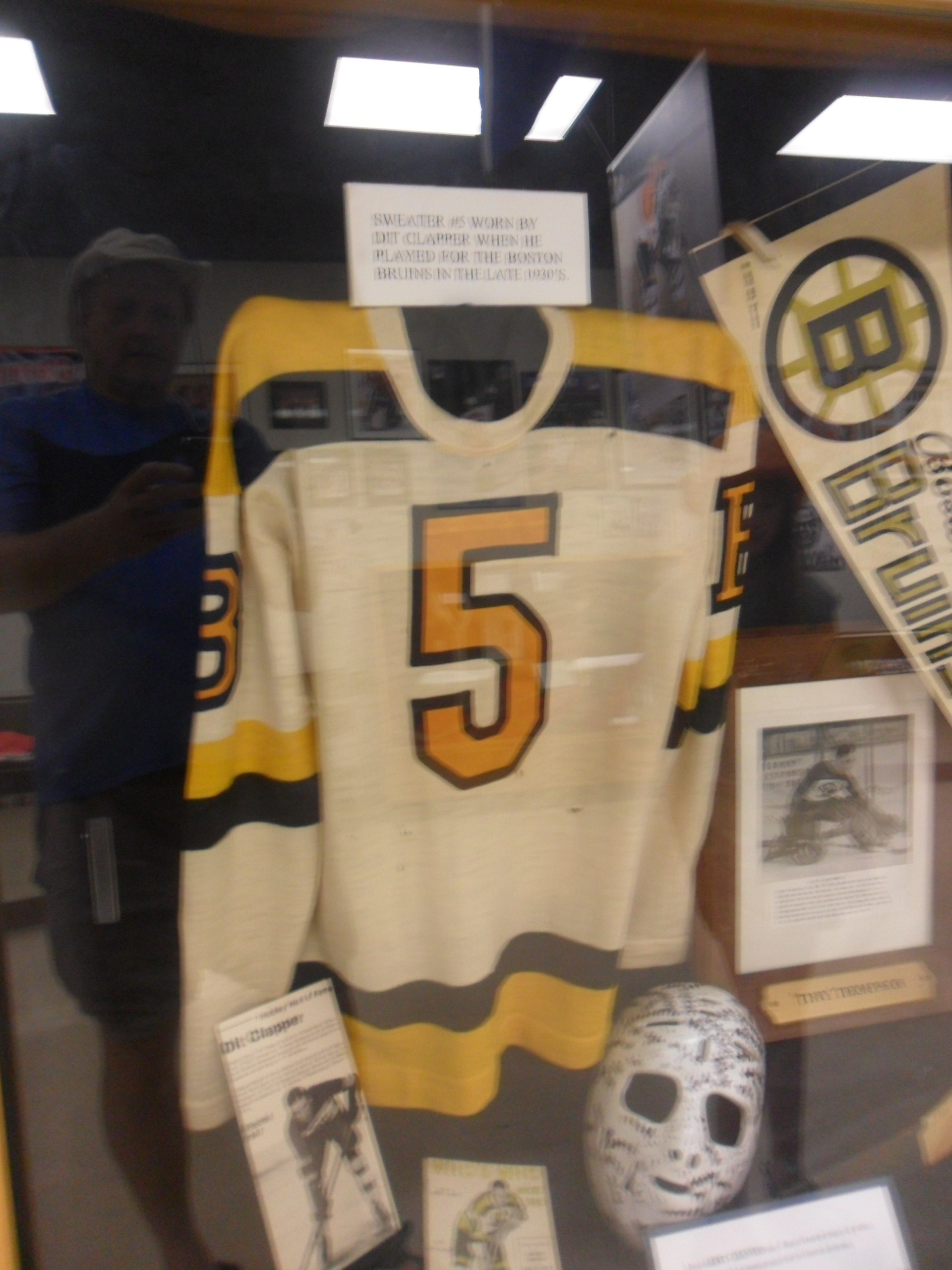
Clappers Bruins-Trikot in der Hockey Hall of Fame

Die Bruins waren sein Leben und das einzige Team, für das er tätig war und die Bruins ehrten ihn, indem seine Rückennummer 5 1947 ihm zu Ehren nicht wieder vergeben wurde. In der Saison 1931/32 wurde er Kapitän der Bruins, wurde dann für eine Saison 1938/39 von Cooney Weiland, vertreten. Danach übernahm er erneut das Amt des Kapitäns und trug das C bis zu seinem Karriereende 1946 auf der Brust. Er wurde in der NHL respektiert wie kaum ein anderer. In einer Auseinandersetzung mit NHL-Präsident Clarence Campbell wurde Dit handgreiflich, wurde aber nur für ein Spiel gesperrt, da Campbell die Schuld für den Streit auf sich nahm. Nur Ray Bourque und Steve Yzerman waren länger als er Mannschaftskapitän in einem NHL Team. Das Ansehen und Gedenken an ihn ist in Boston heute noch groß. Als man 1983 seine Nummer wieder vergeben wollte, löste dies einen Sturm an Kritik aus und der Verein ließ von seinen Plänen ab.
In der Saison 1945/46 war er als Spielertrainer tätig und beendete in der darauf folgenden Saison nach nur 6 Spielen seine Spielerkarriere. Hinter der Bande war er noch bis 1949 tätig und übernahm 10 Jahre später noch einmal die Buffalo Bisons in der AHL für eine Saison.
Nach einem Schlaganfall verbrachte Clapper die letzten fünf Jahre seines Lebens im Rollstuhl.
Die NHL setzte die sonst übliche Wartezeit von fünf Jahren aus, und ehrte ihn schon 1947 direkt nach seinem Rückzug aus dem aktiven Sport, mit der Aufnahme in die Hockey Hall of Fame. Er war auch Mitglied der Canadian Sports Hall of Fame.

## Sportliche Erfolge
- Stanley Cup: 1929, 1939 und 1941

### Persönliche Auszeichnungen
- First All-Star Team: 1939, 1940 und 1941
- Second All-Star Team: 1931, 1935 und 1944